# 졸업 증명 시험 (아일랜드)
졸업 증명 시험(The Leaving Certificate Examination, 아일랜드어: Scrúdú na hArdteistiméireachta), 혹은 리빙 써트(Leaving Cert)는 아일랜드 중등 학교 시스템의 최종 시험이자 아일랜드의 대학 입학 시험이다. 주니어 졸업 증명(Junior Cert) 이후 통상적으로 2년 뒤에 치르게 되지만, 전환 학년(transition year)을 지낼 경우에는 3년 뒤에 치르게 된다. 이 시기를 통틀어 "시니어 사이클(The Senior Cycle)"이라고 부른다. 시험을 치르는 학생들은 대부분 16-19세이며, 매년 아일랜드에서 이 연령대의 80% 이상인 55,000명의 학생들이 이 시험에 응시한다. 시험은 주 시험 위원회(State Examinations Commission)에서 주관 및 감독한다.

## 성적 체계
| 백분율    | 등급     | CAO 부과 점수 | CAO 부과 점수 | CAO 부과 점수 |
| --------- | -------- | ------------- | ------------- | ------------- |
| 백분율    | 등급     | Higher        | Ordinary      | Foundation    |
| 90–100%   | H1-O1-F1 | 100           | 56            | 20            |
| 80–89.99% | H2-O2-F2 | 88            | 46            | 12            |
| 70–79.99% | H3-O3-F3 | 77            | 37            | 0             |
| 60–69.99% | H4-O4-F4 | 66            | 28            | 0             |
| 50–59.99% | H5-O5-F5 | 56            | 20            | 0             |
| 40–49.99% | H6-O6-F6 | 46            | 12            | 0             |
| 30–39.99% | H7-O7-F7 | 37            | 0             | 0             |
| 0–29.99%  | H8-O8-F8 | 0             | 0             | 0             |

각 과목의 시험은 상위(Higher Level), 일반(Ordinary Level) 또는 기초(Foundation Level)의 세 가지 수준으로 나뉘어 출제된다. 기초 수준에서는 아일랜드어와 수학의 두 과목만 택할 수 있으며, 다른 과목을 택하려면 일반 또는 상위 수준을 택해야 한다. 각 수준에서는 학생이 취득한 점수에 따라 백분율로 나뉘어지는 8개의 세부 취득 등급(H1-H8, O1-O8, F1-F8)이 결정된다.
졸업 증명 시험에 정규 분포를 적용하자는 제안이 있었지만, 이는 정량화의 문제 및 수학과 같은 특정 과목의 A가 다른 과목의 A보다 더 큰 성취도를 반영하는 등의 문제를 야기할 수 있어서 채택되지는 않았다.
각 대학교의 입학은 중앙 입시 관리소(CAO; Central Applications Office)에서 부과하는 점수 체계를 통해 이루어진다. 이러한 점수 체계는 CAO 체제를 받아들이는 대다수의 대학에서 채택되고는 있지만 국가 시험 위원회(State Examinations Commission) 또는 아일랜드 교육부에서 공식적으로 인증하는 것은 아니다. 수학 과목에 대한 추가 점수 또한 대다수의 대학에서 채택하고 있는 방식이다.
수학 가산점
2012년부터 수학에서 H6 이상을 받으면 통상적으로 25점의 추가 점수가 부여되고 있다. 예를 들어 지원자가 수학에서 H6을 취득하는 경우 이미 받은 46점에 추가로 25점이 추가된다.